# Gottfried Boehm
Gottfried Boehm (* 16. September 1942 in Braunau, Reichsgau Sudetenland) ist ein deutscher Kunsthistoriker, Philosoph und emeritierter Professor an der Universität Basel.

## Ausbildung und Wirken
Boehm studierte Kunstgeschichte, Philosophie und Germanistik in Köln, Wien und Heidelberg und wurde 1968 in Philosophie bei Hans-Georg Gadamer promoviert mit der Dissertation „Studien zur Perspektivität. Philosophie und Kunst in der frühen Neuzeit“. Anschließend habilitierte sich Boehm 1974 in Kunstgeschichte (ebenfalls Heidelberg). Von 1975 bis 1979 war er Dozent und außerplanmäßiger Professor für Kunstgeschichte an der Ruhr-Universität Bochum. 1979 erfolgte der Ruf auf eine ordentliche Professur für Kunstgeschichte an der Justus-Liebig-Universität in Gießen. In dieser Zeit initiierte er den Gießener Kunstweg, der 1982 als Skulpturenweg auf dem Gelände der Universität begonnen wurde. 1986 wechselte Boehm in die Schweiz an die Universität Basel, wo er neben seinem Ordinariat seit 2005 als Direktor den schweizerischen nationalen Forschungsschwerpunkt „Bildkritik / Eikones“ leitete. 1992 wurde er zum ordentlichen Mitglied der Geisteswissenschaftlichen Klasse der Sudetendeutschen Akademie der Wissenschaften und Künste berufen. 2012 wurde er emeritiert.

## Wissenschaftliches Werk
Gottfried Boehm zeigt sich in seiner Arbeit besonders von der Hermeneutik und Phänomenologie und vom hermeneutischen Denken Hans-Georg Gadamers beeinflusst. Er arbeitete zur Kunst- und Wahrnehmungstheorie der Renaissance, des 19. und 20. Jahrhunderts, zur zeitgenössischen Kunst sowie zu allgemeineren Fragen der Moderne.
In den letzten Jahren ist er besonders durch seine Beiträge zur Bildgeschichte und Bildwissenschaft in Erscheinung getreten und regte dabei eine ikonische Wende an. Darüber hinaus prägte er den Begriff der ikonischen Differenz. Gottfried Boehm gilt als einer der wichtigen Theoretiker der Kunstwissenschaft im deutschsprachigen Raum.

## Zitate
- „Was uns als Bild begegnet, beruht auf einem einzigen Grundkontrast, dem zwischen einer überschaubaren Gesamtfläche und allem, was sie an Binnenereignissen einschließt. Das Verhältnis zwischen dem anschaulichen Ganzen und dem, was es an Einzelbestimmungen (der Farbe, der Form, der Figur etc.) beinhaltet, wurde vom Künstler auf irgendeine Weise optimiert“ (1994)
- „Die Bilderfeindlichkeit der Medienindustrie ist ungebrochen, nicht weil sie Bilder verböte, oder verhinderte, im Gegenteil: weil sie eine Bilderflut in Gang setzt, deren Grundtendenz auf Suggestion zielt, auf bildlichen Realitätsersatz, zu dessen Kriterien von jeher gehörte, die Grenzen der eigenen Bildlichkeit zu verschleiern“ (1995).

## Auszeichnungen und Mitgliedschaften
- seit 1992: ordentliches Mitglied der Geisteswissenschaftlichen Klasse der Sudetendeutschen Akademie der Wissenschaften und Künste[2]
- 1993/1994: Fellow des Wiener Institutes für die Wissenschaften vom Menschen (Institute for Advanced Studies)
- 2001/2002: Fellow am Wissenschaftskollegs zu Berlin
- seit 2006: korrespondierendes Mitglied der Heidelberger Akademie der Wissenschaften
- 2009: Mitglied der Deutschen Akademie der Naturforscher Leopoldina[3]
- 2010: 12. Johannes Gutenberg-Stiftungsprofessur der Johannes Gutenberg-Universität Mainz[1]
- Korrespondierendes Mitglied der Bayerischen Akademie der Schönen Künste[4]

## Schriften

### Monographien
- Studien zur Perspektivität. Philosophie und Kunst in der frühen Neuzeit (= Heidelberger Forschungen. Nr. 13). Dissertation Heidelberg 1969.
- Bildnis und Individuum. Über den Ursprung der Porträtmalerei in der italienischen Renaissance. Prestel, München 1985, ISBN 978-3-7913-0733-6.
- Paul Cézanne. Montagne Sainte-Victoire. Insel, Frankfurt am Main 1988, ISBN 978-3-458-32526-0.
- Museum der klassischen Moderne: zwanzig Meisterwerke der modernen Kunst. Frankfurt am Main 1997.
- Der Maler Max Weiler: das Geistige in der Natur. Wien, New York 2001.
- Wie Bilder Sinn erzeugen – Die Macht des Zeigens. Berlin 2007.
- Die Sichtbarkeit der Zeit. Studien zum Bild in der Moderne (eikones), hrsg. v. Ralph Ubl, mit einem Nachwort v. Rahel Villinger. Wilhelm Fink: Paderborn 2017, ISBN 978-3-7705-6274-9.

### Herausgeberschaften
- Schriften zur Kunst von Konrad Fiedler. 2 Bände. München 1971.
- Seminar: Philosophische Hermeneutik. Frankfurt 1976.
- Seminar: Die Hermeneutik und die Wissenschaften. Frankfurt 1985.
- Modernität und Tradition: Festschrift für Max Imdahl zum 60. Geburtstag. München 1985.
- Individuum: Probleme der Individualität in Kunst, Philosophie und Wissenschaft. Stuttgart 1994.
- Was ist ein Bild? München 1994.
- Beschreibungskunst – Kunstbeschreibung: Ekphrasis von der Antike bis zur Gegenwart. München 1995.
- Gesammelte Schriften von Max Imdahl. Frankfurt 1996.
- Cézanne und die Moderne. Ostfildern 1999.
- Konstruktionen, Sichtbarkeiten: Interventionen. Wien 1999.
- Homo pictor. München 2001.
- Henri Matisse: Figur, Farbe, Raum. Ostfildern 2005.
- Figur und Figuration: Studien zu Wahrnehmung und Wissen. München 2007.
- Movens Bild. Zwischen Evidenz und Affekt. München 2008.
- mit Horst Bredekamp: Ikonologie der Gegenwart. München 2009.
- mit Christian Spies und Sebastian Egenhofer: Zeigen. Die Rhetorik des Sichtbaren München 2010.
- mit Matteo Burioni: Der Grund. Das Feld des Sichtbaren. München 2012.
- mit Emmanuel Alloa, Orlando Budelacci und Gerald Wildgruber: Imagination. Suchen und Finden. München 2014.

### Aufsätze (Auswahl)
- Zu einer Hermeneutik des Bildes. In: H.-G. Gadamer, G. Boehm (Hrsg.): Seminar: Die Hermeneutik und die Wissenschaften. Frankfurt am Main 1978, S. 444–471.
- Mnemosyne. Zur Kategorie des erinnernden Sehens. In: G. Boehm, K. H. Stierle, G. Winter (Hrsg.): Modernität und Tradition. Festschrift Max Imdahl, München 1985, S. 37–57.
- Die Bilderfrage. In: Gottfried Boehm (Hrsg.): Was ist ein Bild? München 1994, S. 325–343.
- Die Wiederkehr der Bilder. In: Gottfried Boehm (Hrsg.): Was ist ein Bild? München 1994, S. 11–38.
- Bildbeschreibung. Über die Grenzen von Bild und Sprache. In: G. Boehm, H. Pfotenhauer (Hrsg.): Beschreibungskunst – Kunstbeschreibung. Die Ekphrasis von der Antike bis zur Gegenwart. München 1995, S. 23–40.
- Paul Cézanne und die Moderne. In: Cézanne und die Moderne. Katalog. Fondation Beyeler, Riehen, Basel. Ostfildern-Ruit 1999, S. 10–27.
- Die Kraft der Bilder. Die Kunst von „Geisteskranken“ und der Bilddiskurs. In: Wahn, Welt, Bild, Die Sammlung Prinzhorn. Beiträge zur Museumseröffnung (= Heidelberger Jahrbücher. XLVI). Heidelberg 2002, S. 1–10.
- Der stumme Logos. Elemente einer Bildwissenschaft. In: Jahrbuch des Wissenschaftskollegs zu Berlin. Institute for Advanced Study, Berlin 2001/2002, S. 188–208.
- Jenseits der Sprache? Anmerkungen zur Logik der Bilder. In: Christa Maar, Hubert Burda (Hrsg.): Iconic Turn. Die Neue Macht der Bilder. Köln 2004, S. 28–43.
- Das Bild und die hermeneutische Reflexion. In: Dimensionen des Hermeneutischen. Heidegger und Gadamer. Hrsg. Martin-Heidegger-Gesellschaft. Schriftenreihe, Band 7. Frankfurt am Main, 2005, S. 23–35.

## Übersetzungen
- Edgar Wind: Kunst und Anarchie. Die Reith lectures 1960. Durchgesehene Ausgabe mit den Zusätzen von 1968 und späteren Ergänzungen. Aus dem Englischen übersetzt von Corinna Delkeskamp-Hayes und Gottfried Boehm. Suhrkamp, Frankfurt am Main 1979, ISBN 3-518-07522-5.